# 2009 en Argentine
2007 en Argentine - 2008 en Argentine - 2009 en Argentine - 2010 en Argentine - 2011 en Argentine
2007 par pays en Amérique - 2008 par pays en Amérique - 2009 par pays en Amérique - 2010 par pays en Amérique - 2011 par pays en Amérique]

## Chronologie

### Janvier 2009
- Mercredi 7 janvier 2009 : Le motard français Pascal Terry (49 ans), participant amateur au rallye-raid Dakar-2009, a été retrouvé mort dans la nuit après la fin de la 4e étape courue mardi entre Jacobacci et Neuquen. Selon les organisateurs : « Le pilote se trouvait dans un endroit très difficile d'accès au milieu d'une végétation très dense à une quinzaine de mètres de sa moto. Il avait retiré son casque, et s'était abrité à l'ombre, disposant de nourriture et d'eau retrouvées près de lui ». La polémique commence à se développer sur les conditions de sa recherche.

- Jeudi 8 janvier 2009 :
  - Selon la police de La Pampa, Pascal Terry, le motard français  retrouvé mort dans la nuit de mardi 6 à mercredi 7 janvier, est mort « d'un œdème pulmonaire causé par l'ingestion d'un aliment, ce qui a provoqué un arrêt cardiaque ». Il « aurait pu être sauvé s'il avait été secouru à temps  » et si la police avait été avertie « suffisamment à l'avance pour commencer les recherches ».
  - Le corps du pilote avait été retrouvé mercredi à 2h10 (6h10, heure de Paris) à une quinzaine de mètres de sa moto et à 300 mètres de la piste empruntée lors de la deuxième étape, entre Santa Rosa et Puerto Madryn (sud-est), « dans un endroit très difficile d'accès au milieu d'une végétation très dense, type maquis. Il avait retiré son casque et s'était abrité à l'ombre, disposant de nourriture et d'eau, retrouvées près de lui ».
  - Selon Étienne Lavigne, le directeur du Dakar, il y a eu un dysfonctionnement interne chez Amaury Sport Organisation, l'organisateur de l'épreuve : « L'information de l'émission de sa balise est arrivée à Paris le 4 janvier au soir [heure locale] et nous [sur place] sommes prévenus le 5. Il y a eu un problème dans la chaîne de communication. Il y a des choses qu'on ne s'explique pas ». Ce dysfonctionnement entre l'équipe à Paris et celle sur le terrain en Argentine a retardé de près de douze heures le début des recherches du coureur[1].

- Lundi 12 janvier 2009 : La justice américaine a condamné l'Argentine à verser 2,2 milliards de dollars à un groupe de créanciers détenant huit séries de titres de la dette argentine et qui avaient refusé de participer à la restructuration de la dette du pays. En décembre 2001, l'État argentin, en pleine déconfiture économique, avait décidé d'interrompre le paiement de sa dette privée. En juin 2005, les autorités avait réussi à obtenir avec succès un échange de cette dette en défaut à hauteur de 76,15 %, soit 81,8 milliards de dollars, mais des centaines de créanciers réfractaires, représentant 23,85 % du total de la dette, avaient alors préféré refuser cet accord.

- Dimanche 18 janvier 2009 : Le toit de l'église de Cambuci, dans le sud de São Paulo effondre causant la mort de 7 fidèles et en blessant 57 autres.

### Février 2009
- Mardi 10 février 2009 : Ouverture à Buenos Aires du procès du général Jorge Olivera Rovere (83 ans). Il est accusé de l'enlèvement et de la disparition de plus de 100 personnes dont l'écrivain Haroldo Conti, enlevé le 5 mai 1976. C'est le plus important procès depuis celui de 1985 contre les chefs militaires de la dictature argentine.

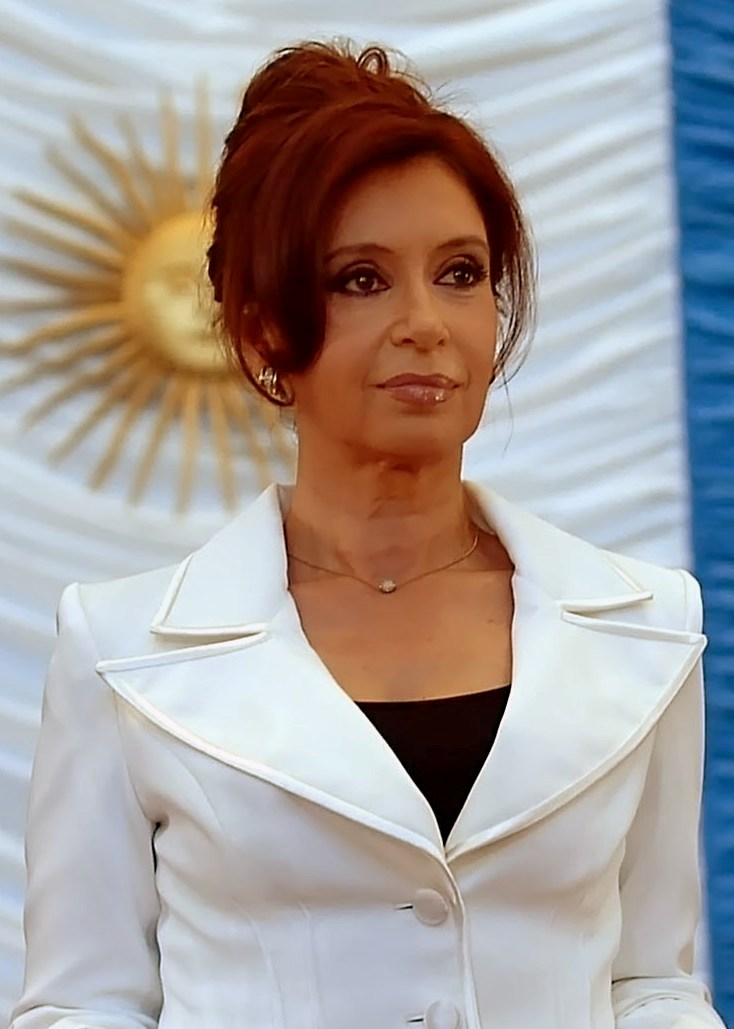
Cristina Fernández de Kirchner
(septembre 2009)

- Vendredi 13 février 2009 : L'École supérieure de mécanique de la marine (ESMA), considérée comme le principal centre de détention de torture pendant le régime militaire argentin (1976-1983), hébergera désormais le premier centre mondial de promotion des droits de l'homme. L'accord transformant ce « symbole de la terreur sous la dictature » en structure de promotion des droits de l'homme a été signé entre la présidente Cristina Kirchner et le directeur de l'UNESCO, Koichiro Matsuura. Située en plein cœur de Buenos Aires, l'ESMA était devenue depuis 2004 un musée de la mémoire dédié aux quelque 5 000 personnes qui y furent détenues, torturées puis exécutées. Selon les collectifs de survivants, seules 200 personnes ont pu sortir vivantes de l'ESMA. La plupart ont été tuées pendant les « vols de la mort », au cours desquels les prisonniers, après avoir été drogués, étaient jetés depuis des avions dans le Rio de la Plata, au large de la capitale[2].

- Jeudi 19 février 2009 : Le ministre de l'Intérieur, Florencio Randazzo, somme l'évêque britannique négationniste « Richard Williamson (68 ans) de quitter impérativement le pays dans un délai de dix jours sous peine d'être expulsé ». Il avait déclaré à une télévision suédoise deux jours avant le décret pontifical levant l'excommunication : « Je crois qu'il n'y a pas eu de chambres à gaz […] Je pense que 200 000 à 300 000 Juifs ont péri dans les camps de concentration mais pas un seul dans les chambres à gaz ». L'évêque vivait dans un séminaire de la Fraternité Saint-Pie-X, à 40 km à l'ouest de Buenos Aires. Il avait été dénoncé devant la justice argentine pour apologie de crime.

- Vendredi 20 février 2009 : Le Congrès juif mondial se félicite de la décision de l'Argentine d'expulser l'évêque britannique négationniste « Richard Williamson, estimant que le gouvernement argentin signifiait ainsi « clairement que ceux qui mettent en doute l'Holocauste ne sont pas les bienvenus dans le pays ».

- Mardi 24 février 2009 : L'évêque intégriste britannique Richard Williamson, sommé de quitter l'Argentine en raison de ses thèses négationnistes, est parti pour Londres à bord d'un vol de British Airways pour l'aéroport d'Heathrow.

### Mars 2009
- Mardi 17 mars 2009 : La présidente Cristina Kirchner annonce un projet de nationalisation de l'ancienne usine militaire d'avions de Cordoba, dans le centre du pays, détenue par le groupe aéronautique américain Lockheed Martin[3].

- Lundi 23 mars 2009 :

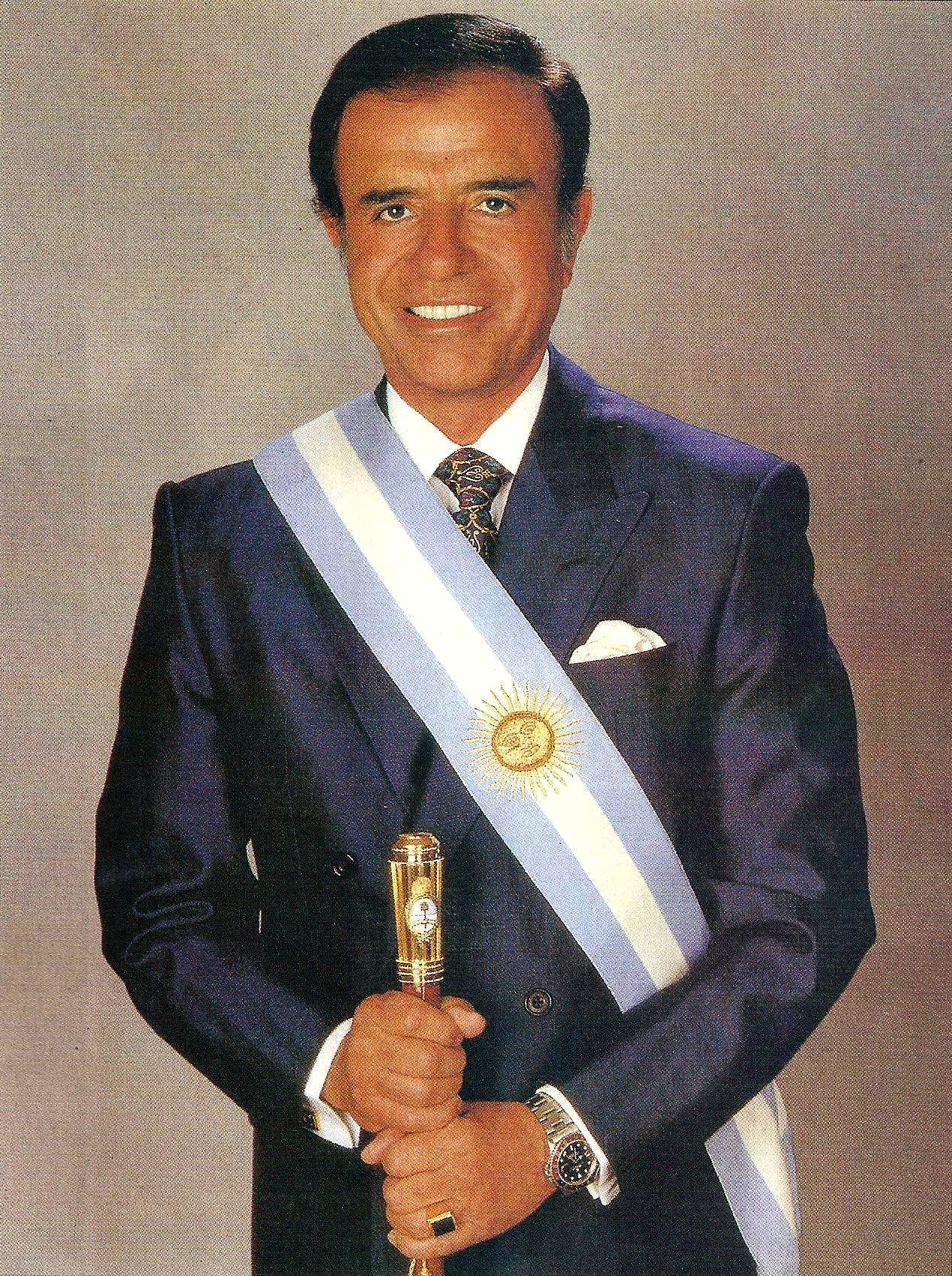
Carlos Menem (1989)

  - Une tempête de grêle et de pluie concentrée sur la province de Cordoba, frappant notamment la localité de Monte Cristo, a fait une centaine de blessés et entraîné l'évacuation de quelque 300 personnes.
  - L'ex-président Carlos Menem (1989-1999) est mis en accusation pour corruption dans le cadre d'une enquête sur l'octroi d'un marché public en 1997 au groupe français d'électronique et de défense Thales Argentine. Le juge fédéral Norberto Oyarbide a placé sous séquestre 200 millions de pesos (54,5 millions de dollars) sur les biens du sénateur. D'autres hauts fonctionnaires et hauts cadres sont aussi impliqués dans cette affaire. Le montant des pots-de-vin, dans le cadre de l'attribution de la concession de l'espace radioélectrique national, se monterait à 25 millions de dollars.

- Mardi 31 mars 2009 : Mort de Raul Alfonsin (82 ans), premier président argentin élu démocratiquement après la sanglante dictature militaire des années 1976-1983. Le gouvernement a déclaré trois jours de deuil national. Il avait gagné le respect de la communauté internationale pour avoir fait juger et condamner certains des militaires responsables de la mort et des tortures de milliers d'Argentins soupçonnés de sympathies à gauche pendant la dictature. Selon un rapport officiel, 11 000 personnes sont mortes ou disparues pendant la dictature[4].

### Avril 2009
- Dimanche 19 avril 2009 : La police fédérale interpelle 36 skinheads lors d'un récital donné par la branche argentine de « Blood and Honor » (Sang et Honneur) dans un club de San Martin à la périphérie de Buenos Aires, à l'occasion du 120e anniversaire de la naissance d'Adolf Hitler par la police fédérale. Des drapeaux nazis, des films et des disques au contenu antisémite ont été saisis au cours de l'opération. Basée en Grande-Bretagne, cette association d'extrême droite, qui dispose d'antennes en Europe et sur le continent américain, se consacre à la promotion d'événements culturels et de sites Internet consacrés à la gloire du régime nazi[5].

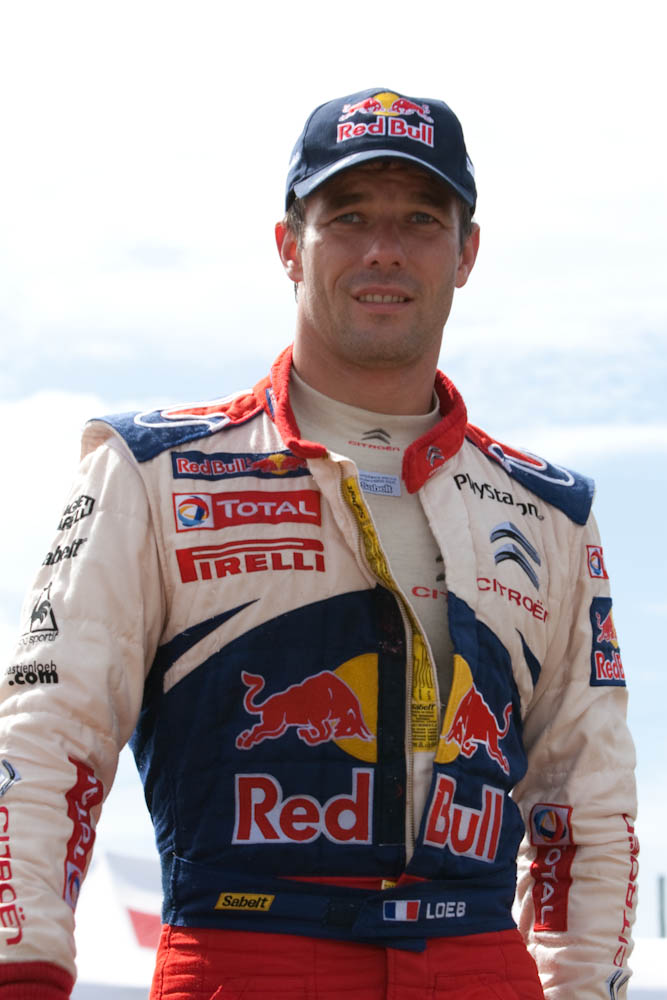
Sébastien Loeb
(septembre 2009)

- Dimanche 26 avril 2009  : Le Français Sébastien Loeb et son copilote monégasque Daniel Elena (Citroën C4) remportent à Cordoba, le rallye  d'Argentine pour la 5e année d'affilée, devant l'Espagnol Dani Sordo et le Norvégien Henning Solberg (Ford Focus).

### Mai 2009
- Vendredi 8 mai 2009 : Premier cas confirmé de grippe H1N1 chez un touriste revenant du Mexique.

- Mercredi 20 mai 2009 : Un mandat d'arrêt international a été lancé contre un Colombien accusé d'être impliqué dans l'attentat contre une mutuelle juive, qui avait fait 85 morts et 300 blessés à Buenos Aires en 1994.

### Juin 2009
- Mercredi 10 juin 2009 : Un prêtre argentin, accusé d'avoir abusé de mineurs sous sa responsabilité dans une fondation, est condamné à 15 ans de prison par le tribunal de Morón, près de Buenos Aires.

- Samedi 13 juin 2009 : Des centaines de rapports de police de la dernière dictature militaire argentine (1976-1983) concernant des personnes souvent enlevées et portées disparues ont été retrouvés à Santa Fé. Les rapports, dont seule une infime partie a pu être examinée pour l'instant, font le récit d'enlèvements de personnes qui ont par la suite été portées disparues, d'affrontements, d'apparitions de cadavres, ainsi que de la surveillance de personnalités de la politique ou du syndicalisme[6].

- Mercredi 17 juin 2009 : En deux jours le ministère de la Santé annonce 4 morts dus à la grippe H1N1 pour un total de 871 malades.

- Mardi 23 juin 2009 : Des opérations de recherches ont permis de retrouver l'épave d'un navire chilien chargé d'or et d'argent, le « Polar Mist » qui avait coulé il y a six mois au large, à une quarantaine de kilomètres des côtes de la Patagonie et à 80 mètres de profondeur, avec à son bord un chargement de 9,4 tonnes d'or et d'argent d'une valeur estimée à 17,6 millions de dollars, appartenant à deux sociétés argentines.

- Dimanche 28 juin 2009 : Élections législatives de mi-mandat.

- Lundi 29 juin 2009 : Le parti de la présidente Cristina Kirchner a souffert une véritable débâcle électorale dimanche aux élections législatives de mi-mandat et essuyant une défaite dans les cinq principales circonscriptions, perdant la majorité dans les deux chambres. L'ancien président Nestor Kirchner (2003-2007) a admis la défaite « de justesse » du parti au pouvoir : « Nous avons perdu pour un point et demi ou deux points et nous n'avons aucun problème pour reconnaître la victoire de nos adversaires ».

### Juillet 2009
- Jeudi 2 juillet 2009 : Le ministère de la Santé annonce au moins 43 personnes mortes de la grippe A(H1N1).

- Mercredi 15 juillet 2009 : Le bilan de la grippe A(H1N1) s'élève à 137 morts pour 3 056 malades confirmés. La rudesse de l'hiver austral est propice à la propagation de la pandémie.

## Décès
- 2 février : François Chiappe, homme politique
- 2 mars : Carlos Sosa, footballeur
- 31 mars : Raúl Alfonsín, avocat et homme d'État
- 17 juin : Alejandro Doria, réalisateur
- 30 juin : Luis Oliva, athlète
- juillet : Gabriel Báñez, écrivain
- 25 octobre : Ingeborg Mello, lanceuse de poids et de disque
- 5 novembre : Félix Luna, avocat, historien, écrivain, parolier et homme politique
- 29 novembre : Solange Magnano, Miss Argentine 1994